# Смирнов Дмитро Миколайович (футболіст)
Дмитро Миколайович Смирнов (нар. 16 липня 1922, Москва, РРФСР — пом. 24 грудня 1989, Москва, РРФСР) — радянський російський футболіст-аматор та тренер.

## Кар'єра гравця
Виступав за аматорські московські клуби «Буревісник», СіМ та СКІФ.

## Кар'єра тренера
Тренерську діяльність розпочав 1955 року в аматорському колективі «Нафтовик» (Октябрський). Потім очолював махачкалинський «Темп». Наступного року призначений головним тренером тульського «Труда». З 1960 по 1963 рік тренував «Ангару» (Іркутськ) та «Супутник» (Калуга). У 1964 році очолив йошкаролинський «Спартак», а в 1969 році — грозненський «Терек». З 1969 по 1970 рік тренував «Спартак» (Орел). У 1971 році очолив херсонський «Локомотив».
24 грудня 1989 року помер у Москві у віці 67 років.